# Dauphin commun d'Arabie
Sous-espèce
Synonymes
- Delphinus tropicalis van Bree, 1971 (préféré par NCBI)[1]

Statut de conservation UICN

 LC  : Préoccupation mineure
Le Dauphin commun d'Arabie (Delphinus capensis tropicalis) est une sous-espèce de cétacés de la famille des delphinidés présente en Mer Rouge et dans l'Océan Indien.
Auparavant confondu avec le Dauphin commun à long bec, ce taxon a été considéré comme une espèce distincte après une étude génétique parue en 1995, puis de nouveau considéré comme une sous-espèce de Delphinus capensis depuis 2002.

## Publication originale
(en) Peter J.H. van Bree, « Delphinus tropicalis, a new name for Delphinus longirostris G. Cuvier, 1829 », Mammalia, vol. 35, no 2,‎ 1971, p. 345-346. 